# Drapeau de saint Odon
Le drapeau de saint Odon est un tapis du premier tiers du XIIe siècle brodé de soies polychromes en points de chaînette sur un taffetas de lin, de forme rectangulaire avec trois bandes tombantes dans la partie inférieure. L'ensemble est très abîmé et la surface brodée très endommagée. Il est conservé au musée du Design de Barcelone. Il ne s'agit pas d'un drapeau liturgique mais probablement d'un gonfanon votif que les prélats mettaient dans la main d'un  caudillo lorsqu'il allait guerroyer contre les infidèles et qui après la bataille retournaient à l'église.

## Histoire
Odon d'Urgell préside le siège épiscopal de l'Urgell entre 1095 et 1122. L'étendard, par ses caractéristiques matérielles et stylistiques, pourrait dater de cette époque, bien qu'il n'y ait pas de document qui atteste d'une relation directe avec le prélat et qui justifie sa dénomination traditionnelle.
Le drapeau est acheté en 1918 par le musée de Barcelone au Chapitre de la cathédrale de la Seu d'Urgell où il était conservé, en même temps que la chape de Saint Fruitos enroulée dans un coffre gothique dans une niche latérale de l'autel de saint Odon. On extrapole de cette localisation qu'elle lui avait appartenu ou qu'elle lui avait été dédiée

## Description
Le corps rectangulaire supérieur représente la figure du christ pantocrator assit sur son trône centrant la traditionnelle mandorle et le tétramorphe (les quatre figures allégoriques des évangélistes) dans les angles. L'ensemble est inscrit dans une lésène avec ses décorations caractéristiques d'inspiration orientales, romanes et végétales. Sur les bandes tombantes en bas se trouvent trois figures féminines drapées avec un ample manteau et la tête couverte, les pieds déchaussés avec un livre à la main gauche, tournant le regard vers la composition supérieure. Sous la représentation de l'aigle de saint Jean, on peut lire l'inscription :

« ELI SAVA ME / F (E) CIT »

### Elisava
Elisava, ou Élisabeth,  fut celle qui fit ou fit faire le gonfanon et le donna à l'église d'Urgell. Elle est probablement représentée par l'une des trois figures féminines, celle de la bande intermédiaire et les deux autres seraient ses aides. Sans auréole et sans attribut caractéristique il faut croire qu'il ne s'agit pas d'une sainte mais il serait difficile d'établir avec certitude si ces femmes furent des laïques ou des religieuses ; et si elles furent des donatrices, des brodeuses ou les deux à la fois.
Il n'est cependant pas surprenant de trouver en ces temps une femme artiste. Il faut également rappeler le cas d'Ende, nonne qui collabora à l'illustration du Beatus de Léon vers 975 et conservé à Girone. Ce fut également le cas de Gertrudis Subirà, au XVIIe siècle qui tissa un vêtement conservé au musée épiscopal de Vic
Nonne ou dame noble, Elisava fut sûrement la donatrice et la principale réalisatrice de ce gonfanon et devait en être particulièrement fière pour broder sa signature.
L’étendard d'Urgell est l'une des pièces les plus singulières de l'art textile catalan de la période romane. Par sa composition iconographique et décorative, suivant les modèles artistiques bien accrédités des absides et des fronts d'autels des XIe et XIIe siècles et par le fait unique d'être non seulement signé, mais signé par une femme. Cela constitue un exemple exceptionnel, dans tous l'art médiéval européen, avec le tapis de la Création de la Cathédrale de Girone et de la tapisserie de Bayeux retraçant la conquête normande d'Angleterre, tous deux de la même période.

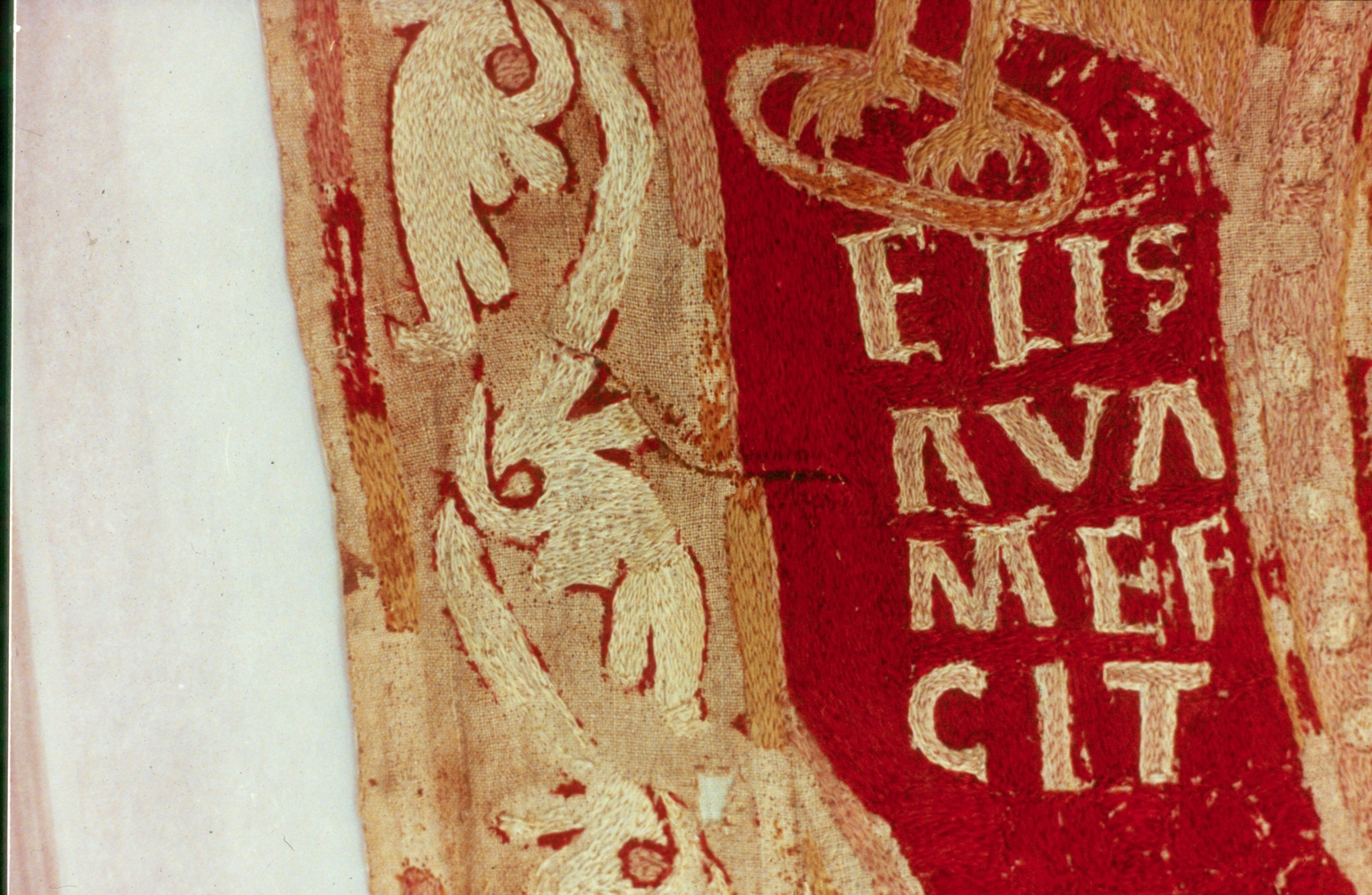
Detail où se lit la signature
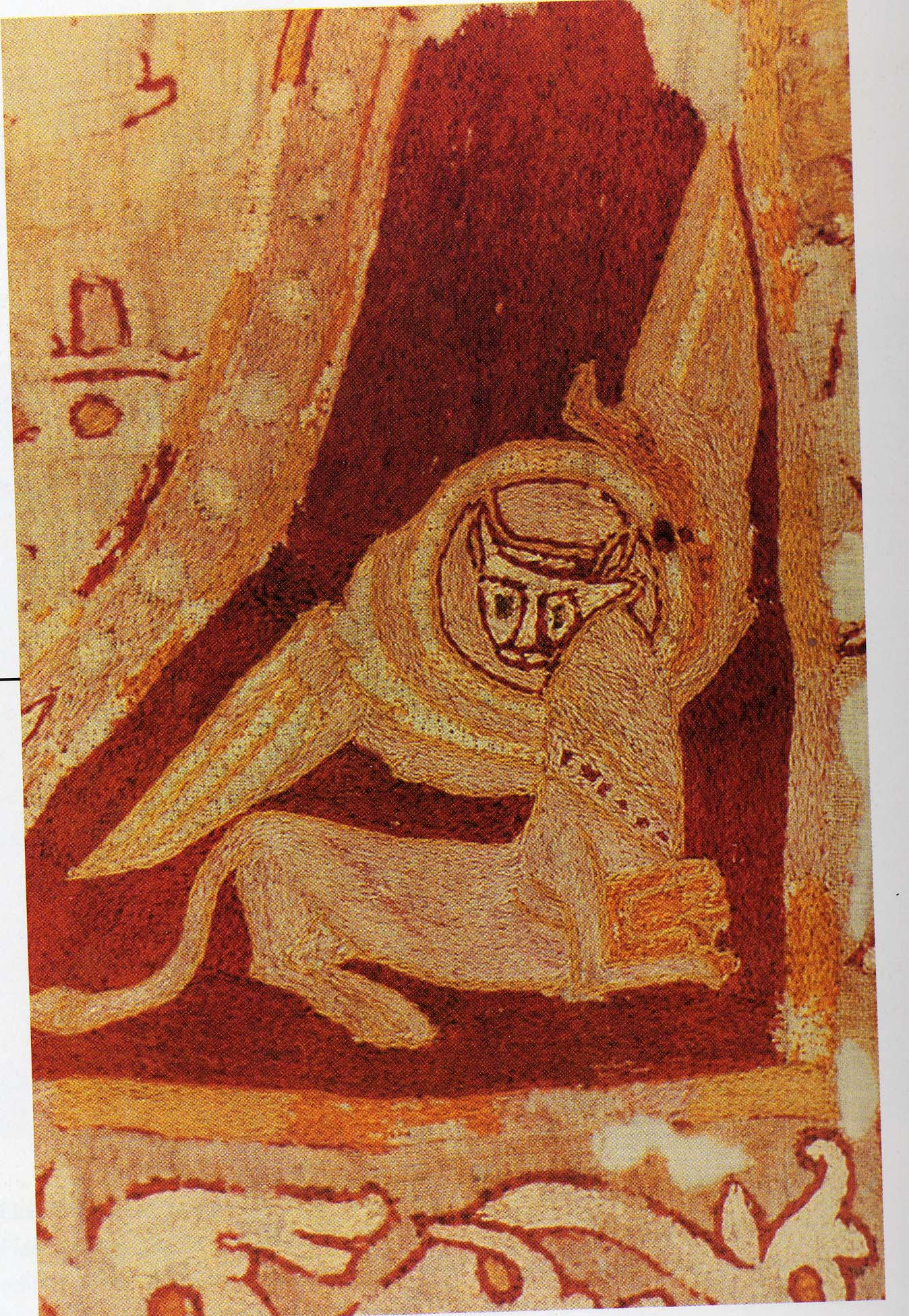
Un des 4 tétramorphes
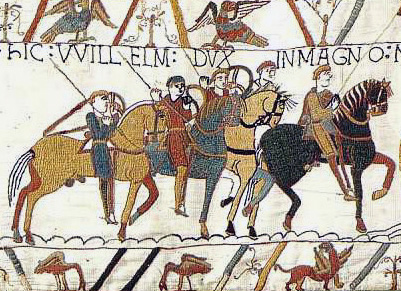
Tapisserie de Bayeux
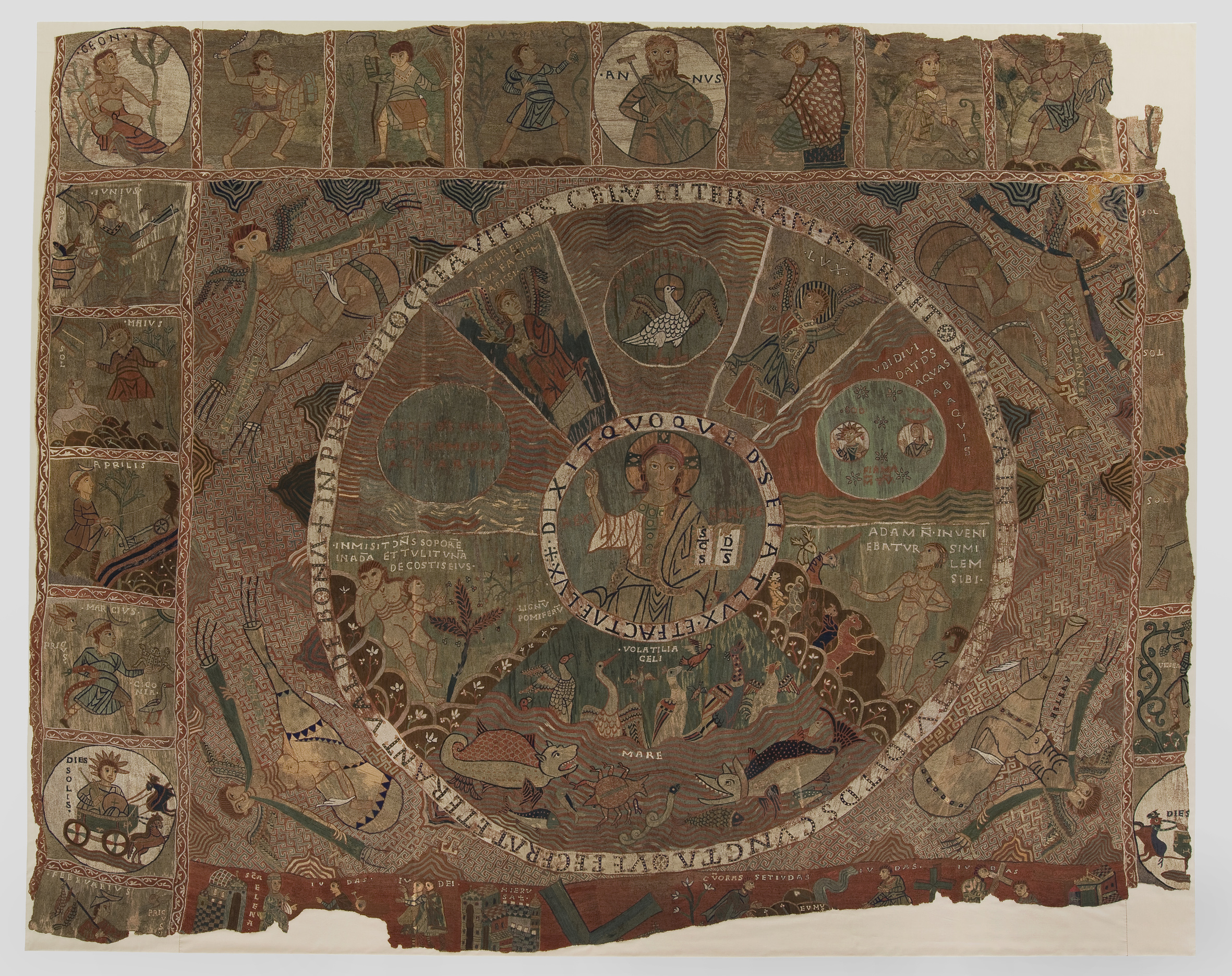
Tapisserie de la Création de la Cathédrale de Girone